# هایلند (شهرستان اولستر، نیویورک)
هایلند (به انگلیسی: Highland) یک منطقهٔ مسکونی در ایالات متحده آمریکا است که در شهرستان اولستر، نیویورک واقع شده‌است. هایلند ۵٬۶۴۷ نفر جمعیت دارد.